# Artung
Der Artungsee (polnisch: Artąg, altpreußisch: Nerdingyn) ist ein Rinnensee von 29 ha Fläche, 1,8 km östlich von dem Dorf Nerwik entfernt, in der Woiwodschaft Ermland-Masuren.

## Geografie

### Geografische Lage
Der Artungsee befindet sich in der Gmina Purda östlich des Dorfes Nerwik (Nerwigk)und in der Nähe der Städte Barczewo (Wartenburg) (17 km), Biskupiec (Bischofsburg) (20 km), Olsztyn (Allenstein) (27 km) und Pasym (Passenheim) (19 km).
Aus der Bucht am südlichen Seeufer entspringt der Artungfließ, der durch Nerwik fließt und im Fluss Wardęga mündet.

### Geologie
Die Landschaft wurde gestaltet durch den Eisschild und ist eine postglaziale, hügelige, bewaldete  Grundmoräne mit zahlreichen Rinnenseen und Flüssen. Charakteristisch für die Gegend sind zahlreiche Seen, Sümpfe, Teiche sowie Nadel- und Mischwälder, die 53 % des Gemeindegebiets Purda bedecken.

## Geschichte
Am 2. Februar 1392 verlieh der Bischof Ermlands Heinrich III. Sorbom die Handfeste am See Nerdingyn dem Altprußen Nerweken  für ein Dienstgut von zwölf Hufen mit neun zinsfreien Jahren und zwei Ritterdiensten.